# Retrat de Sebastià Junyent
Retrat de Sebastià Junyent és un oli sobre tela pintat per Pablo Picasso a Barcelona cap a 1903, i dipositat al Museu Picasso de Barcelona.

## Context històric i artístic
L'estada barcelonina de Picasso que transcorre des de mitjan gener del 1903 fins al 12 d'abril del 1904 (en què se'n va definitivament de la ciutat per instal·lar-se a París) és el període més prolífic quant a l'execució de retrats dins de l'època blava.
Un dels retrats més bells el dedica al seu amic Sebastià Junyent i Sans (1865-1908), amb qui, en aquests moments, estreny els seus vincles. Pintor, il·lustrador i dissenyador gràfic, és també assagista i crític d'art en revistes tan importants de l'època com Joventut i La Renaixensa, que li donen un merescut prestigi.
Econòmicament benestant gràcies a una herència que li ha deixat el seu oncle homònim, ajuda Picasso en més d'una ocasió i, fins i tot, li ofereix compartir una temporada el seu estudi del carrer de Bonavista, al barri de Gràcia. Allà, es dediquen mútuament un retrat. El de Junyent té com a fons La Vida, que Picasso pinta aquells dies, i que Junyent compra juntament amb El Vell Jueu per cinc-centes pessetes. La seua posició acomodada el converteix en un bon col·leccionista d'obra de Picasso, per bé que després les obres es dispersen.

## Descripció
Aquest quadre de 73 × 60 cm és d'una gran bellesa plàstica. Picasso dona al rostre, enrogint-lo, una tonalitat natural que havia fet desaparèixer en la majoria de figures de l'època. Alhora s'aprecia una gran subtilesa tècnica en la realització dels cabells. El contorn de la figura el fa mitjançant un perfilat gruixut de color negre que esquitxa, tot regalimant, una part del fons. El blau que empra l'artista és més suau que temps enrere, és un blau de Barcelona.